# Aysel Özakın
Aysel Özakın (* 1942 in Urfa) ist eine türkische Schriftstellerin. Die heute in englischer Sprache publizierende Autorin hat in verschiedenen Phasen ihres Schaffens auch in türkischer und deutscher Sprache geschrieben.
Ein gutes Beispiel für ihre einfühlsame, genau beobachtende Prosa ist ein 1975 auf Türkisch unter dem Titel Gurbet Yavrum und 1987 auf Deutsch unter dem Titel Der fliegende Teppich: Auf der Spur meines Vaters erschienener Roman, in dem die Ich-Erzählerin, eine junge Türkin, nach Kanada fliegt, um ihrem dorthin ausgewanderten Vater den Tod ihrer Mutter beizubringen. Wie alle ihre auf Deutsch erschienenen Werke ist das Buch momentan nur antiquarisch erhältlich.
Özakın studierte Französisch am Gazi Teacher Training Institute in Ankara und in Paris, arbeitete dann als Französischlehrerin in Ankara und Paris.
Ihre schriftstellerische Tätigkeit wurde mehrmals von renommierten Literaturjurys honoriert.
Drei Monate nach dem Militärputsch 1980 verließ Özakın die Türkei. Sie folgte einer Einladung des Berliner Literarischen Colloquiums in die BRD.
Sie verstand sich in ihrem Schaffen nicht der Gastarbeiter- oder Migrationsliteratur zugehörig, sondern empfand sich als Teil einer internationalen intellektuellen Schicht. U.a. weil sie diesen Ansatz in Deutschland als nicht verstanden empfand, sich immer wieder in Stereotype der orientalischen, unterdrückten Frau ohne Deutschkenntnisse gedrängt fühlte, verließ sie 1990 Deutschland.
Özakın zog es nach Cornwall in England, wo sie jetzt lebt und auf Englisch publiziert. Bücher sind allerdings seit ihrer Übersiedlung nicht mehr erschienen. Bis zu seinem Tod lebte sie mit dem englischen Maler und Bildhauer Bryan Ingham (1936–1997) zusammen, dessen Namen sie heute – alternativ mit den Vornamen Aysel und Anna – verwendet.